# مرحلة شرجية

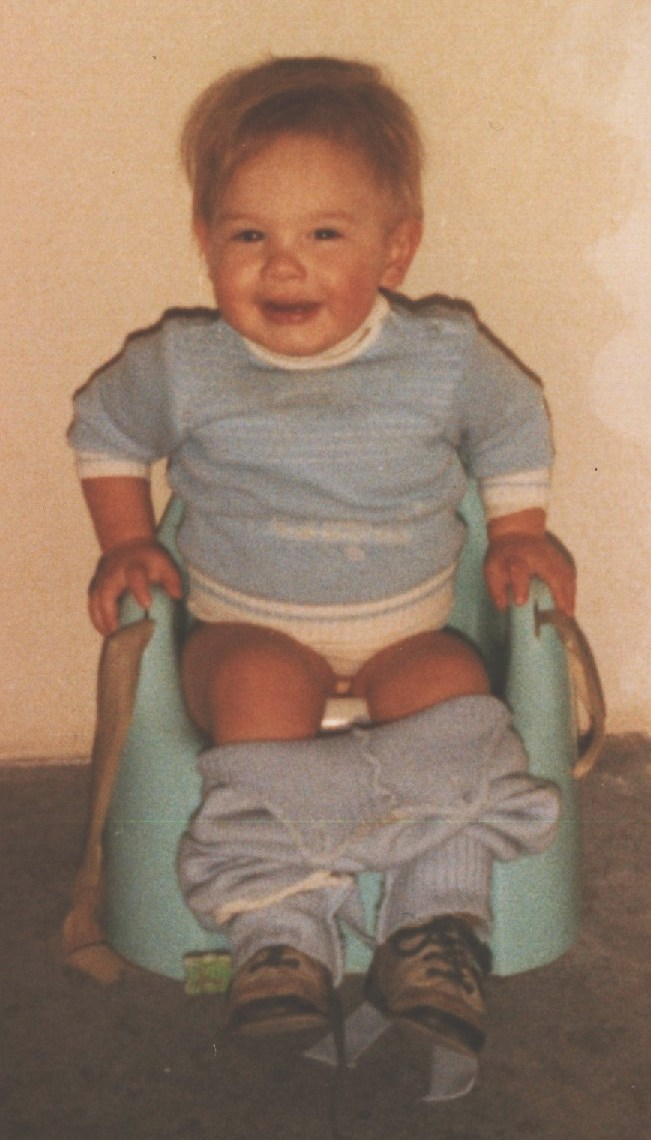

المرحلة الشرجية (بالإنجليزية: anal stage)‏ هي المرحلة الثانية في نظرية سيغموند فرويد للنمو النفسي الجنسي، والتي تستمر من 18 شهرا إلى ثلاث سنوات. ووفقا لفرويد، فإن فتحة الشرج هي المنطقة المتدهورة الأولية وتُستمد المتعة من السيطرة على حركة المثانة والأمعاء. وتكون قضية الصراع الرئيسية خلال هذه المرحلة هو التدريب على استخدام المرحاض. ويؤدي التثبيت في هذه المرحلة إلى شخصية جامدة جدا أو مختلة.